# Travis King (militair)
Travis T. King is een Amerikaans voormalig militair die in 2023 vastzat in Noord-Korea nadat hij als burger binnen de Koreaanse gedemilitariseerde zone vanuit Zuid-Korea de grens naar het communistische land was overgestoken.

## Voorgeschiedenis
Travis King, afkomstig uit Racine (Wisconsin), was een soldaat tweede klasse die sinds januari 2021 in het Amerikaanse leger diende. Hij was als militair in Zuid-Korea gestationeerd. Later verbleef hij als burger in dat land. In Zuid-Korea heeft hij vijftig dagen vastgezeten op beschuldiging van mishandeling en het beschadigen van een politieauto. Hij werd op 10 juli 2023 vrijgelaten. Hij zou een week later naar zijn thuisbasis Fort Bliss in Texas hebben moeten terugkeren om daar disciplinaire maatregelen te moeten ondergaan in verband met zijn detentie in Zuid-Korea. Daartoe werd hij onder Amerikaanse en Zuid-Koreaanse militaire escorte naar de luchthaven van Seoel gebracht. Daar maakte hij echter, nadat hij de veiligheidscontrole al was gepasseerd, rechtsomkeert en verliet hij de luchthaven om zich weer in Zuid-Korea terug te trekken.

## Grensoversteek

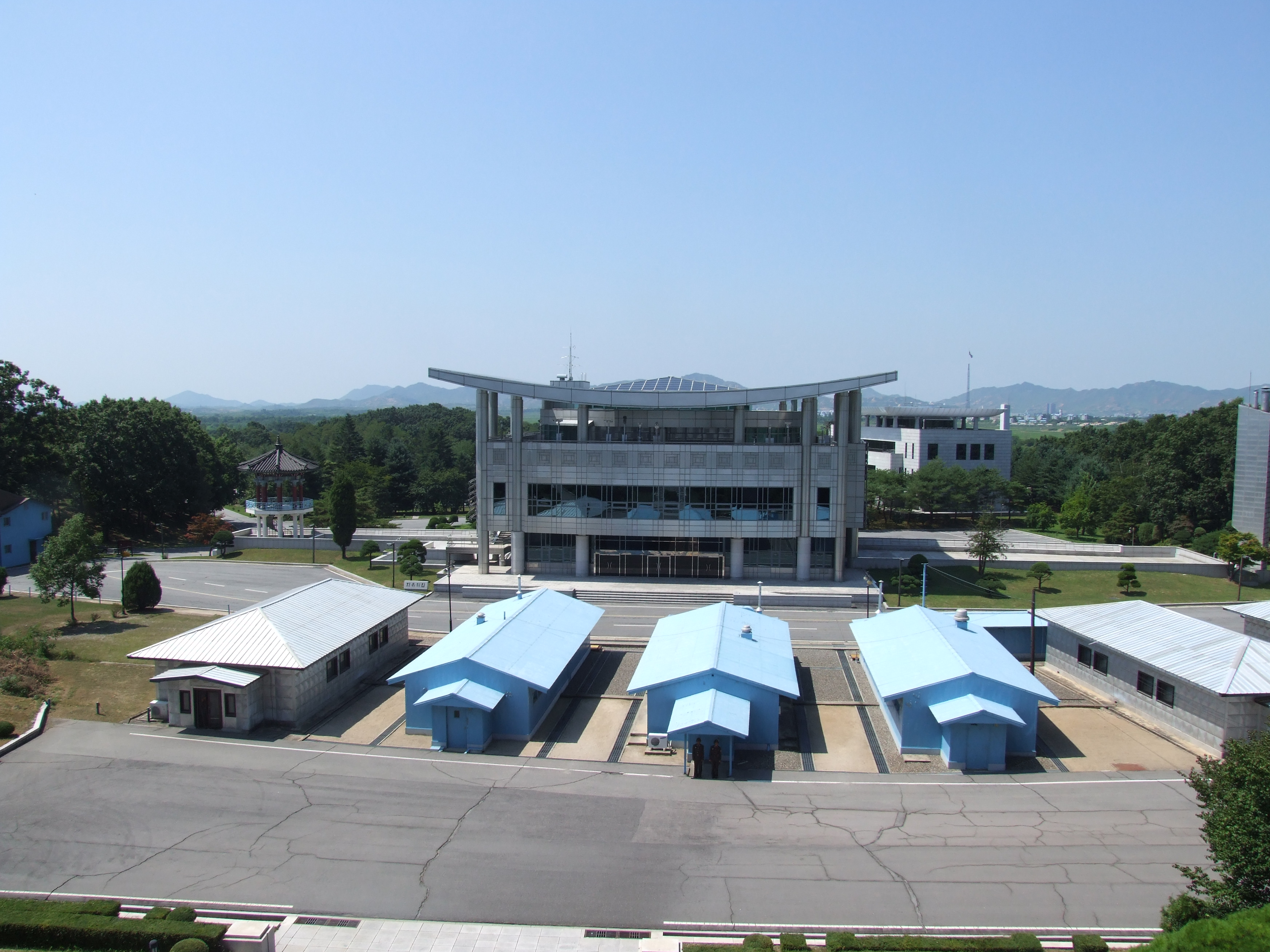
De Joint Security Area in 2012

Op 18 juli 2023 bezocht hij als onderdeel van een internationale groep van circa 40 toeristen de grensovergang Joint Security Area (JSA) in Panmunjeom binnen de Koreaanse gedemilitariseerde zone, ook bekend als de DMZ Korea. Plotseling maakte hij zich los uit de groep en rende hij al lachend naar het Noord-Koreaanse gedeelte. Amerikaanse en Zuid-Koreaanse militairen zouden naar elkaar hebben geroepen dat hij moest worden tegengehouden, maar hij ontkwam. In het Noorden aangekomen stapte hij in een busje, en werd hij naar een onbekende locatie gebracht.

## Nasleep
Na het incident werd buiten Noord-Korea niets meer vernomen van het lot van King. Noord-Korea is een zeer gesloten land, dat geen diplomatieke betrekkingen heeft met de Verenigde Staten. Daarom werd een speciaal gezant van de Verenigde Naties ingezet om te proberen indirect contact te onderhouden tussen de twee landen over Kings toestand. Op 1 augustus 2023 werd bevestigd dat er contact was geweest tussen de VN en Noord-Korea. Twee dagen later bracht de VN naar buiten dat Noord-Korea had bevestigd dat King wordt vastgehouden in het land.
Er ontstonden ook al snel vragen over de toedracht van het incident. Volgens een Amerikaans legerdocument stond het busje waar King instapte al klaar. Dit, en het feit dat King eerder in 2023 twee bezoeken aan de DMZ had geboekt (waarvan het eerste niet kon doorgaan vanwege zijn detentie in Zuid-Korea), maakte het onzeker of het hier ging om een spontane actie van de militair, zoals het aanvankelijk leek.
Op 15 augustus 2023 verspreidde het Noord-Koreaanse staatspersbureau KCNA het bericht dat King had toegegeven dat hij illegaal de grens was overgestoken en dat hij in Noord-Korea of een ander land asiel zou willen aanvragen. KCNA beweerde verder dat King 'negatieve gevoelens' zou koesteren jegens het Amerikaanse leger, wegens de 'onmenselijke behandeling en rassendiscriminatie' die hij er zou hebben ervaren. Ook zou hij hebben gezegd dat hij 'gedesillusioneerd' was over de ongelijkheid in de Amerikaanse samenleving.
Op 27 september 2023 werd King Noord-Korea uitgezet naar China, in de grensplaats Dandong. Hij werd daar in hechtenis genomen door Amerikaanse autoriteiten. De overbrenging van King naar China kwam tot stand na bemiddeling door Zweden. Direct hierna werd King via een militaire basis in Zuid-Korea naar Fort Sam Houston in de Amerikaanse staat Texas overgevlogen. Hij onderging medisch onderzoek en ondervraging.
In Amerika werd hij aangeklaagd voor desertie en andere misdrijven, waaronder het bezit van kinderporno. Hij bekende schuld en in september 2024 werd hij tot een jaar gevangenisstraf veroordeeld. Omdat dit overeenkwam met de tijd dat hij in voorarrest had gezeten, kwam hij direct vrij. Hij werd oneervol uit het leger ontslagen.